# Amphineurus (Rhamphoneurus) rutristylus
Amphineurus (Rhamphoneurus) rutristylus is een tweevleugelige uit de familie steltmuggen (Limoniidae). De soort komt voor in het Neotropisch gebied.